# Gambela Airport
Gambela Airport (IATA-kod GMB, ICAO-kod HAGM).  är en flygplats söder om Gambela, Etiopien. År 2007 besökte drygt 177.000 personer flygplatsen. 

## Flygbolag och destinationer
- Ethiopian Airlines (Addis Abeba Bole International Airport, Dire Dawa Airport, Aba Segud Airport, Asosa Airport)